# Europeiska unionens byråer
Europeiska unionens byråer är myndigheter inom Europeiska unionen med olika förvaltningsuppgifter. Byråerna inrättas för att handlägga särskilda uppgifter. Varje byrå är en egen juridisk person. Vissa svarar mot behovet att utveckla naturvetenskapligt eller tekniskt kunnande inom vissa områden, andra sammanför olika intressegrupper för att skapa en mötesplats för dialog på europeisk och internationell nivå.
I den förkastade Europeiska konstitutionen benämndes byråerna ”myndigheter”, medan denna benämning ersattes av ”byråer” i Lissabonfördraget.

## Enhetlighet och förändringar
I mitten av 2012 nåddes en överenskommelse mellan Europaparlamentet, Europeiska unionens råd och Europeiska kommissionen om förändringar av byråerna. Syftet är att få en mer enhetlig struktur på de olika decentraliserade organen, eftersom de i nuläget är inrättade på fall-till-fall-basis. Bland förändringarna återfinns:
1. Alla nya byråers namn ska ha formen Europeiska unionens byrå för ... och de redan existerande byråernas namn ska standardiseras i den mån det inte medför alltför stora ekonomiska kostnader eller byråns namn redan är inarbetat hos medborgarna.
2. Nya byråer ska inrättas med en unionsakt som är standardiserad i sin utformning.
3. Upplösning eller sammanslagning av redan existerande byråer ska övervägas.
4. Europeiska byrån för bedrägeribekämpnings roll gentemot byråerna ska förtydligas.

## Lista
EU-byråerna skapades skilda från EU:s institutioner (kommissionen, rådet, parlamentet med flera) för att handlägga specifika uppgifter som att verka för miljöskydd, transportsäkerhet och flerspråkighet. De finns över hela EU – från Dublin till Stockholm, från Warszawa till Lissabon – och bistår allmänheten och unionens institutioner med tjänster, upplysning och kunnande. De flesta byråer inordnades i EU:s tre pelare innan Lissabonfördraget avskaffade pelarstrukturen.
| Formellt namn                                                                                                  | Förkortning | Säte              | Inrättad  |
| --- | ----------- | ----------------- | --------- |
| Europeiska centrumet för utveckling av yrkesutbildning                                                         | Cedefop     | Thessaloniki      | 1975      |
| Europeiska fonden för förbättring av levnads- och arbetsvillkor                                                | EUROFOUND   | Dublin            | 1975      |
| Europeiska unionens narkotikamyndighet                                                                         | EUDA        | Lissabon          | 1993      |
| Europeiska miljöbyrån                                                                                          | EEA         | Köpenhamn         | 1994      |
| Europeiska yrkesutbildningsstiftelsen                                                                          | ETF         | Turin             | 1994      |
| Gemenskapens växtsortsmyndighet                                                                                | CPVO        | Angers            | 1994      |
| Översättningscentrum för Europeiska unionens organ                                                             | CdT         | Luxemburg         | 1994      |
| Europeiska läkemedelsmyndigheten                                                                               | EMEA        | Amsterdam         | 1995      |
| Europeiska arbetsmiljöbyrån                                                                                    | EU-OSHA     | Bilbao            | 1996      |
| Europeiska unionens immaterialrättsmyndighet                                                                   | EUIPO       | Alicante          | 1999      |
| Europeiska polisbyrån                                                                                          | Europol     | Haag              | 1999      |
| Europeiska unionens institut för säkerhetsstudier                                                              | ISS         | Paris             | 2001      |
| Europeiska unionens byrå för utbildning av tjänstemän inom brottsbekämpning                                    | Cepol       | Budapest          | 2001      |
| Europeiska myndigheten för livsmedelssäkerhet                                                                  | EFSA        | Parma             | 2002      |
| Europeiska sjösäkerhetsbyrån                                                                                   | EMSA        | Lissabon          | 2002      |
| Europeiska unionens satellitcentrum                                                                            | EUSC        | Torrejón de Ardoz | 2002      |
| Europeiska unionens byrå för straffrättsligt samarbete                                                         | Eurojust    | Haag              | 2002      |
| Europeiska unionens byrå för luftfartssäkerhet                                                                 | Easa        | Köln              | 2003      |
| Europeiska tillsynsmyndigheten för GNSS                                                                        | GSA         | Bryssel           | 2004      |
| Europeiska unionens järnvägsbyrå                                                                               | ERA         | Valenciennes      | 2004      |
| Europeiska försvarsbyrån                                                                                       | EDA         | Bryssel           | 2004      |
| Europeiska unionens cybersäkerhetsbyrå                                                                         | Enisa       | Heraklion         | 2005/2013 |
| Europeiska smittskyddsmyndigheten                                                                              | ECDC        | Solna             | 2005      |
| Europeiska gräns- och kustbevakningsbyrån                                                                      | Frontex     | Warszawa          | 2005      |
| Europeiska fiskerikontrollbyrån                                                                                | CFCA        | Vigo              | 2005      |
| Europeiska kemikaliemyndigheten                                                                                | ECHA        | Helsingfors       | 2007      |
| Europeiska institutet för jämställdhet                                                                         | EIGE        | Vilnius           | 2007      |
| Europeiska unionens byrå för de grundläggande rättigheterna                                                    | FRA         | Wien              | 2007      |
| Europeiska systemrisknämnden                                                                                   | ESRB        | Frankfurt am Main | 2010      |
| Europeiska bankmyndigheten                                                                                     | EBA         | Paris             | 2011      |
| Europeiska värdepappers- och marknadsmyndigheten                                                               | ESMA        | Paris             | 2011      |
| Europeiska försäkrings- och tjänstepensionsmyndigheten                                                         | EIOPA       | Frankfurt am Main | 2011      |
| Europeiska unionens asylbyrå                                                                                   | EASO        | Valletta          | 2011      |
| Europeiska byrån för den operativa förvaltningen av stora it-system inom området frihet, säkerhet och rättvisa | eu-LISA     | Tallinn           | 2012      |
| Myndigheten för europeiska politiska partier och europeiska politiska stiftelser                               | -           | Bryssel           | 2014      |
| Europeiska unionens byrå för samarbete mellan energitillsynsmyndigheter                                        | Acer        | Ljubljana         | 2009/2019 |
| Europeiska åklagarmyndigheten                                                                                  | EPPO        | Luxemburg         | 2017/2021 |
| Europeiska unionens rymdprogrambyrå                                                                            | –           | Prag              | 2021      |
| Europeiska kompetenscentrumet för cybersäkerhet inom näringsliv, teknik och forskning                          | –           | Bukarest          | 2021      |
| Myndigheten för bekämpning av penningtvätt och finansiering av terrorism                                       | AMLA        | Frankfurt am Main | 2024      |

## Avvecklad byrå
| Formellt namn                       | Förkortning | Ort          | Inrättad | Avvecklad |
| ----------------------------------- | ----------- | ------------ | -------- | --------- |
| Europeiska byrån för återuppbyggnad | EAR         | Thessaloniki | 2000     | 2008      |

## Verkställande organ
Genomförandeorgan inrättas av Europeiska kommissionen för en begränsad period.
- Genomförandeorganet för Europeiska forskningsrådet (ERC), Bryssel
- Genomförandeorganet för forskning (REA), Bryssel
- Genomförandeorganet för konkurrenskraft och innovation (EACI), Bryssel
- Genomförandeorganet för utbildning, audiovisuella medier och kultur (EACEA), Bryssel
- Genomförandeorganet för hälso- och konsumentfrågor (EAHC), Luxemburg
- Genomförandeorganet för det transeuropeiska transportnätet (TEN-TEA), Bryssel